# Китгум
Китгум (англ. Kitgum) — город в Уганде, расположен в Северной области и является административным центром одноимённого округа.

## Географическое положение
Высота центра НП составляет 953 метра над уровнем моря.

## Демография
Население города по годам:
| 1969  | 1982  | 1991   | 2002   | 2010   |
| ----- | ----- | ------ | ------ | ------ |
| 3 242 | 4 961 | 12 978 | 42 929 | 87 144 |

## Знаменитые уроженцы
- Моника Арак де Ньеко (род. 1979), угандийская писательница и поэтесса, лауреат Премии Кейна (2007).